# Локхарт, Пол Скотт
Пол «Пако» Скотт Ло́кхарт (англ. Paul «Paco» Scott Lockhart; род. 1956) — астронавт НАСА. Совершил два космических полёта на шаттлах: STS-111 (2002, «Индевор») и STS-113 (2002, «Индевор»), полковник ВВС США.

## Личные данные и образование

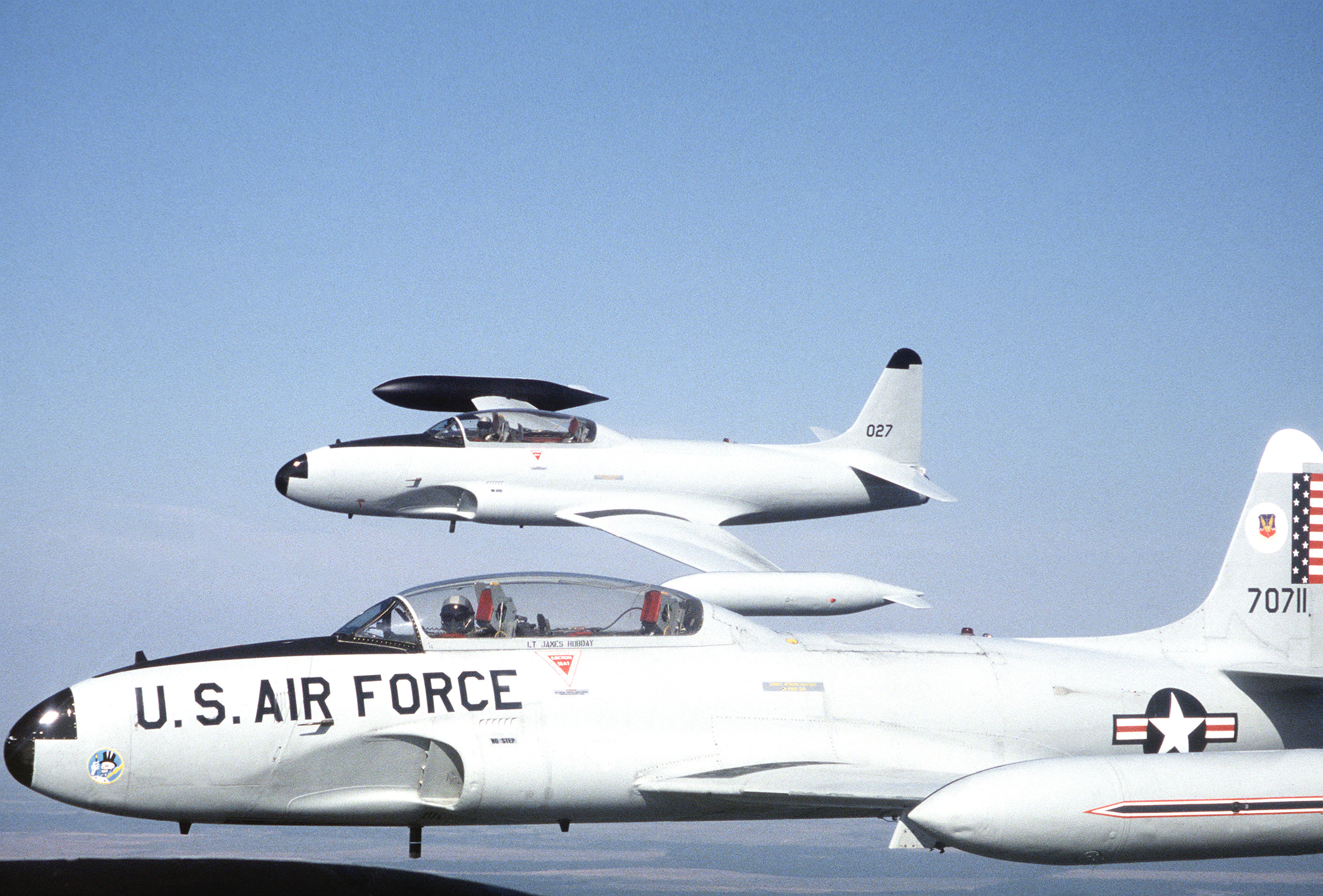
Самолёт T-33 в полёте.

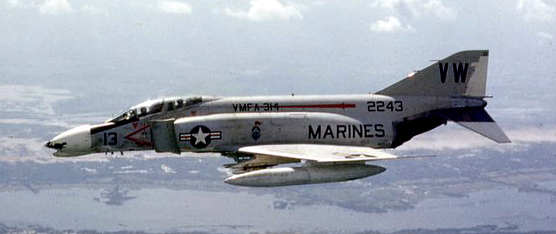
Самолёт F-4 Phantom II в полёте.

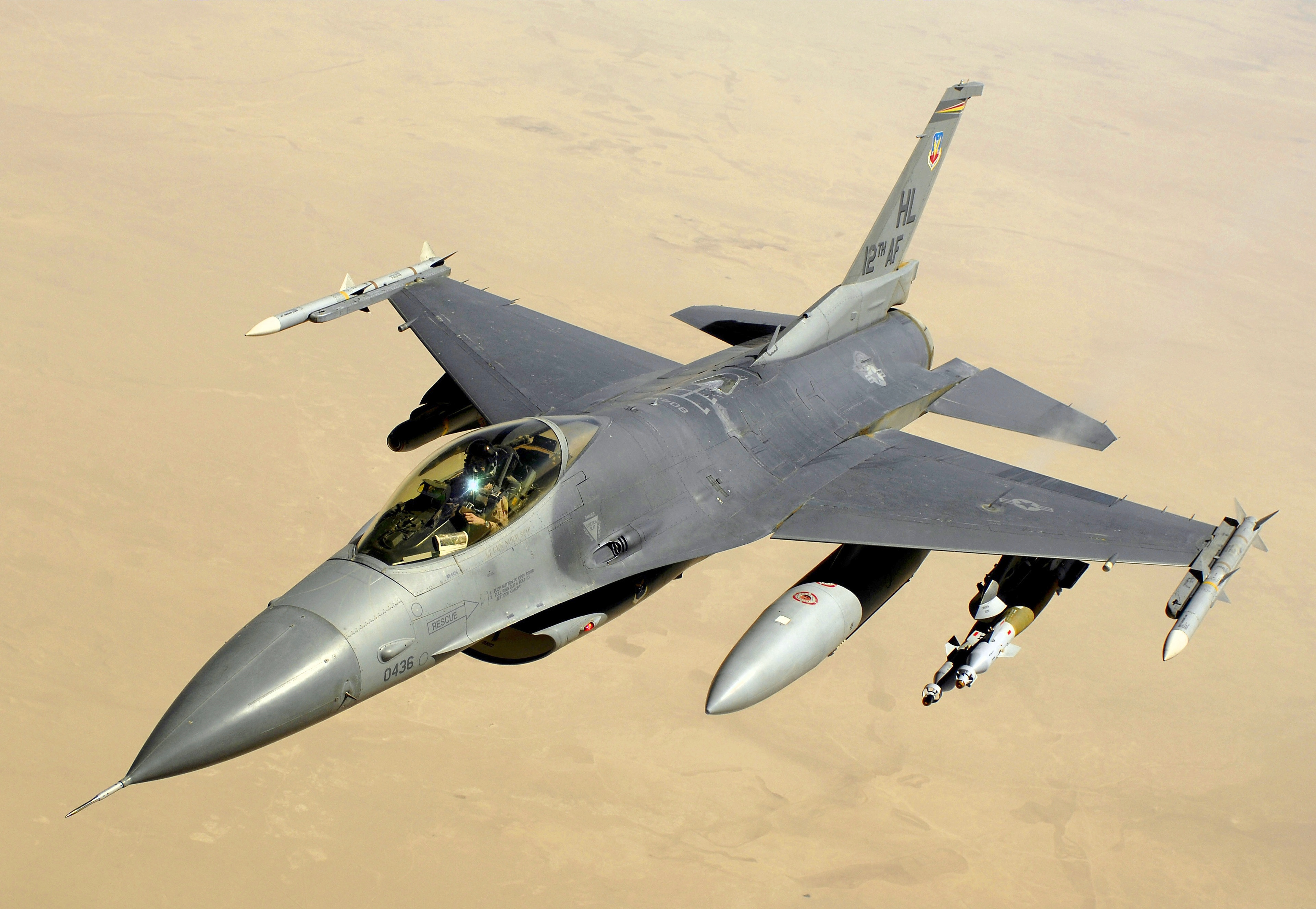
Самолёт F-16 в полёте.

Пол Локхарт родился 28 апреля 1956 года в городе Амарилло, штат Техас, где в 1974 году окончил среднюю школу. В 1978 году получил степень бакалавра наук в области математики в Техасском технологическом университете. Там же, в 1981 году получил степень бакалавра наук в области аэрокосмической техники. В 1978—1979 годах учился в Университете Инсбрука. В Университете Флориды закончил аэрокосмические курсы.
Жена — Мария Тереза Гермэин, родом из Бостона, штат Массачусетс, где проживают её родители. Его мать и отчим продолжают в Амарилло. Он любит все виды спорта на открытом воздухе, в том числе охоту и отдых в кемпингах.

## До НАСА
В 1981 году Локкарт был призван на службу в ВВС США. В 1983 году, после окончания обучения на лётчика, стал летать на истребителях — самолётах T-33. В 1986 году прошёл переподготовку на F-4 Phantom II и был переведён в Европу, в Германию, где в 1987—1990 стал лётчиком-инструктором на F-4 и F-16. В 1991 году был переведён на авиабазу «Эдвардс», в Калифорнии для лётной подготовки на лётчика-испытателя реактивных военных самолётов. После окончания школы был распределён на авиабазу «Эглин», штат Флорида, для испытаний вооружения F-16. Через 4,5 года службы был повышен до Руководителя испытаний. Большая часть современного вооружения самолётов Америки была впервые опробована под его руководством. Имеет налёт более 3 000 часов на более чем 30 различных типах самолётов.

## Подготовка к космическим полётам
1 мая 1996 года был зачислен в отряд НАСА в составе шестнадцатого набора, кандидатом в астронавты. Стал проходить обучение по курсу Общекосмической подготовки (ОКП). По окончании курса, в 1998 году получил квалификацию «пилота корабля» и назначение в Офис астронавтов НАСА. Получил назначение в Отдел систем и эксплуатации шаттлов.

## Полёты в космос
- Первый полёт — STS-111[3], шаттл «Индевор». C 5 по 19 июня 2002 года в качестве «пилота корабля». Основной задачей являлась доставка на Международную космическую станцию (МКС) 5-й основной экспедиции[4], часть UF2 многоцелевого модуля снабжения (MPLM) — «Леонардо», мобильной системы обслуживания MBS, научной аппаратуры и грузов[5]. Продолжительность полёта составила 13 суток 20 часов 36 минуты[6].

- Второй полёт — STS-113[7], шаттл «Индевор». C 24 ноября по 7 декабря 2002 года в качестве «пилота корабля». Цель полёта — замена экипажа Международной космической станции, продолжение строительства МКС и доставка материалов и оборудования для продолжения работы долговременного экипажа станции. По программе сборки МКС миссия обозначалась как 11A. STS-113 доставил секцию P1 Truss (Port Side Thermal Radiator Truss). Специалисты полёта выполнили три выхода в открытый космос установили и активировали P1 Truss. На STS-113 возвратилось около 1969 кг грузов со станции. 2 декабря, уже после расстыковки со станцией, с борта шаттла были запущены два пикоспутника MEPSI. Данный полёт стал шестнадцатым Спейс Шаттла к МКС, девятнадцатым Спейс Шаттла Индевор за время его эксплуатации и 112-м полётом Спейс Шаттла космос. STS-113 была последней успешной миссией перед гибелью «Колумбии». Продолжительность полёта составила 13 суток 18 часов 48 минуты[8].

Общая продолжительность полётов в космос — 27 дней 15 часов 22 минуты.

## После полётов
В марте 2007 года ушёл в отставку из ВВС США, получил должность в Директорате исследовательских систем в штаб-квартире НАСА в Вашингтоне. В июне 2008 года ушёл из отряда астронавтов. В июле 2008 года стал помощником Руководителя Отдела разработки систем по программе «Созвездие», стал астронавтом в запасе. В мае 2009 года окончательно ушёл из отряда астронавтов НАСА.
Работает техническим директором в PEMDAS Technologies & Innovations — компании, специализирующейся на прогнозах погоды, экологических предупреждениях и анализе больших данных.

## Награды и премии
Награждён: Медаль «За космический полёт» (2002 и 2002), Медаль «За отличную службу» (США), Медаль «За похвальную службу» (США), Медаль за службу национальной обороне (США), Медаль «За достижения» и многие другие.